# Oncom

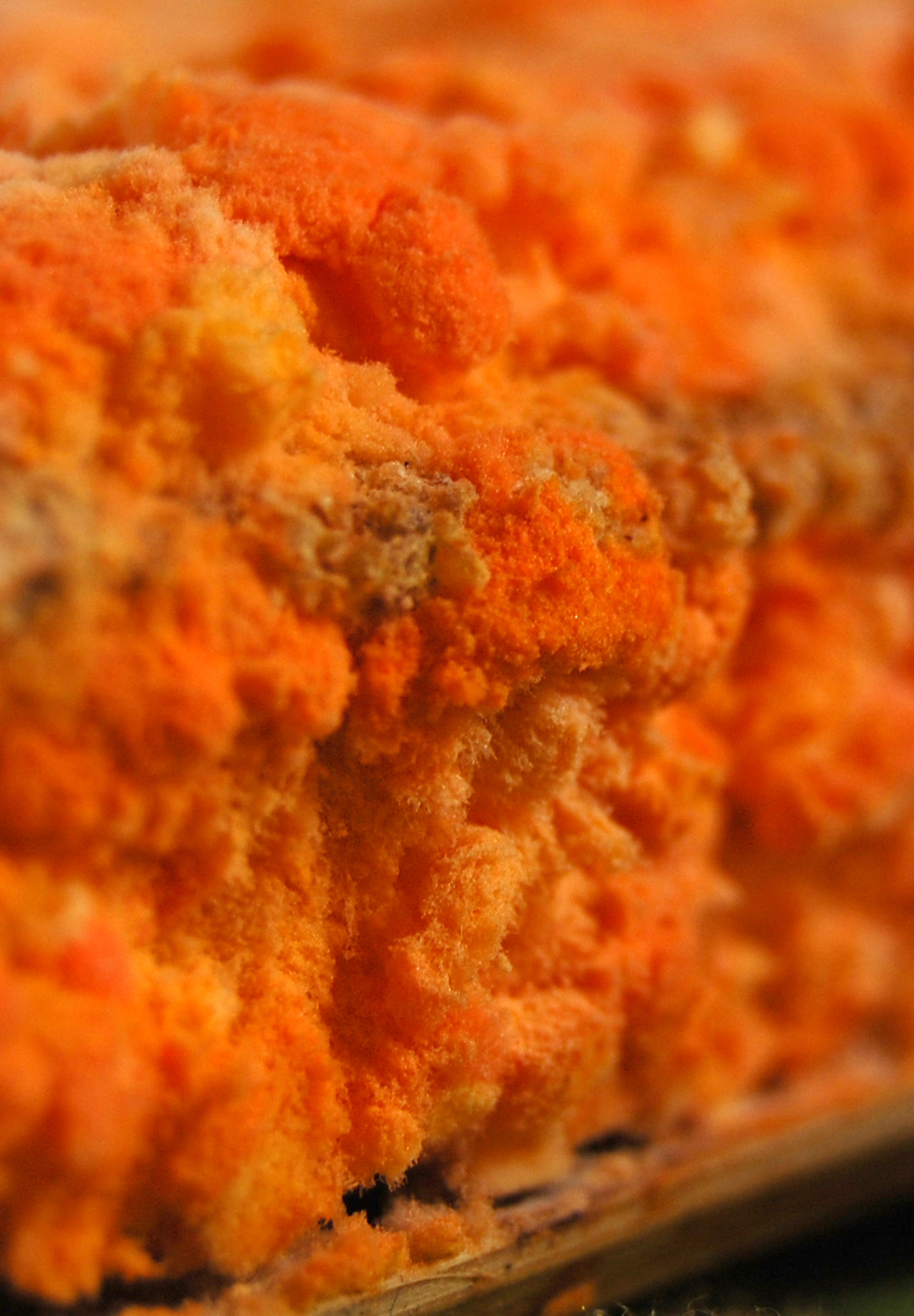
Oncom vermelho visto de perto.

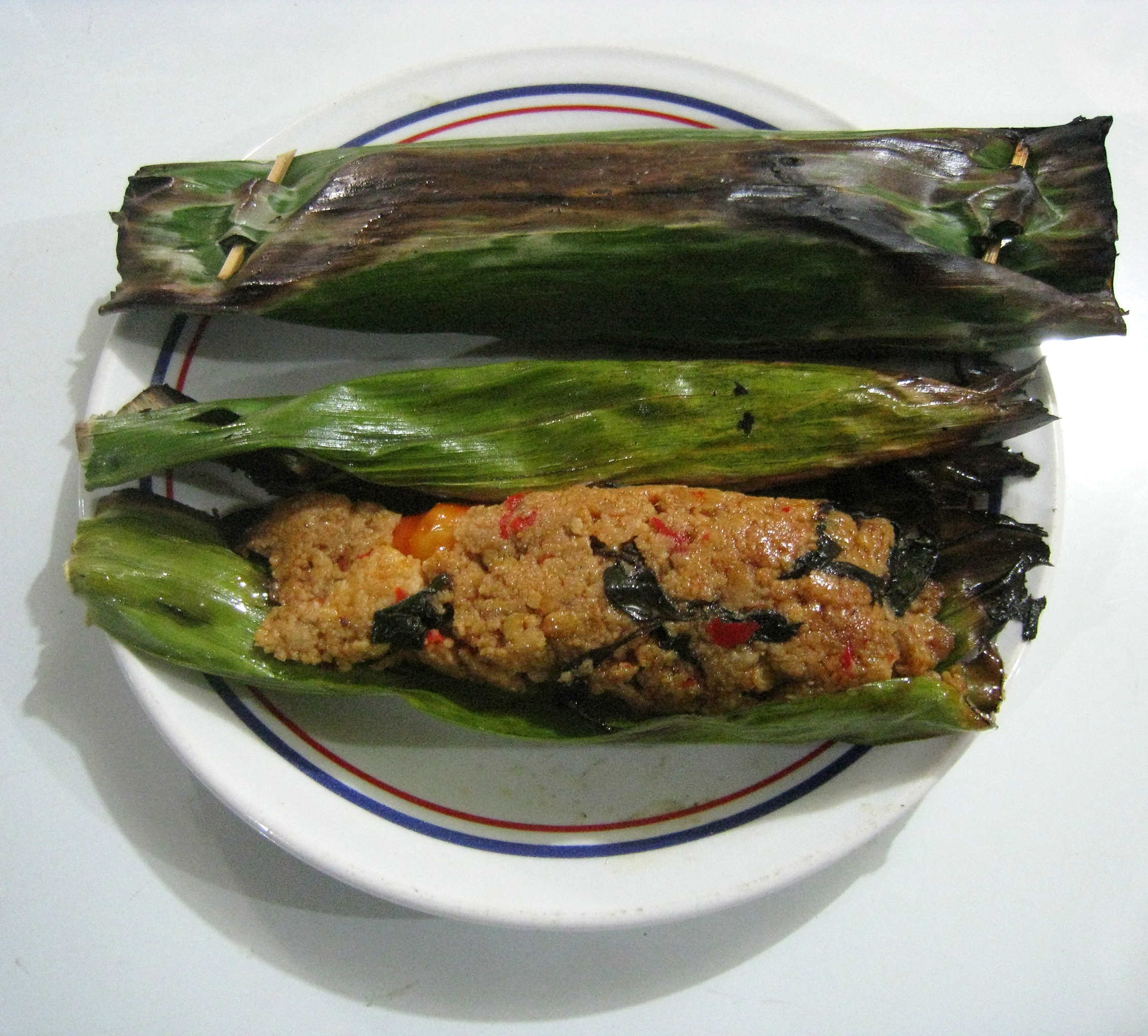
Oncom cozido na folha de bananeira.

Oncom /ɒnˈtʃɒm/ é um dos alimentos básicos tradicionais do Oeste de Java (Sundanense), na Indonésia. Existem dois tipos de oncom: oncom vermelho e oncom preto. O oncom está intimamente relacionado com o tempeh; ambos são alimentos fermentados usando bolor.
Geralmente, o oncom é feito a partir de subprodutos da produção de outros alimentos - rejeitos de soja (okara), o que sobra da feitura do tofu, "bagaço" de amendoim depois que o óleo foi retirado, o que sobra da mandioca na extração do amido (tapioca), sobras de coco após a extração do óleo ou quando o leite de coco é produzido. Como o oncom utiliza subprodutos para fazer comida, ela aumenta a eficiência econômica da produção de alimentos.
O oncom vermelho reduz os níveis de colesterol de ratos,  o que sugere que possam haver efeitos similares em humanos.
O oncom preto é feito por meio de Rhizopus oligosporus enquanto o vermelho é feito por meio de Neurospora intermedia var. oncomensis. Ele é o único alimento humano produzido a partir de Neurospora.

## Toxicidade
Na produção de oncom, o saneamento e a higiene são importantes para evitar a contaminação da cultura com bactérias ou outros fungos como Aspergillus flavus (o qual produz a aflatoxina). Neurospora intermedia var. oncomensis e Rhizopus oligosporus reduzem as aflatoxinas produzidas por Aspergillus flavus. No entanto, fungos produtores de aflatoxina (Aspergillus spp.) muitas vezes estão naturalmente presentes na prensa de amendoim. Além disso, a prensa de coco pode abrigar a perigosíssima Pseudomonas cocovenenans, que produz dois compostos altamente tóxicos  ácido bongkrek e toxoflavina. Shurtleff e Aoyagi falam sobre toxicidade na seção do seu livro sobre oncom
Se sabe que a soja é o melhor substrato para o cultivo de R. oligosporus para produzir o  tempeh. No entanto, o oncom não foi estudado a fundo; ainda não se sabe quais são os melhores substratos para a sua produção.